# 羅克菲爾德 (印地安納州)
羅克菲爾德（英語：Rockfield）是位於美國印地安納州卡洛爾縣的一個非建制地區。

## 地理
羅克菲爾德的座標為40°38′28″N 86°34′26″W / 40.64111°N 86.57389°W，而該地的平均海拔高度為213米（即699英尺）。